# Chilelopsis calderoni
Chilelopsis calderoni là một loài nhện trong họ Nemesiidae.
Chilelopsis calderoni được miêu tả năm 1995 bởi Goloboff.